# 서울 경전철 동북선
서울 경전철 동북선(서울 輕電鐵 東北線)은 왕십리역에서 상계역을 이을 예정인 서울 경전철 노선이다. 노선색은 ●연청빨간색과 서울 경전철 주조색인 ●진한 회색으로 결정되었다.

## 개요
강북 지역의 철도 교통 음영 지역을 해소하기 위하여 추진된 노선이다. 1990년대엔 서울 3기 지하철 구상 가운데 하나였던 서울 지하철 12호선으로 추진됐으나, 1998년 9월에 외환 위기의 여파로 인하여 해당 사업이 백지화된 이후에 경전철로 전환해 추진하고 있다. 영업거리는 12호선 시절보다 좀 더 길어지게 되었다. 모든 정거장에 엘리베이터, 스크린도어 등 편의시설이 설치되며 우이신설선, 신림선과 동일하게 역무실, 매표소 등 없이 무인 시스템으로 운영될 예정이다.
- 총 연장: 13.3㎞ (전구간 지하)
- 역수: 16
- 운행방식: 무인 자동 운전, 철제차륜
- 시행방식: 민간투자사업 (BTO)
- 착공: 2019년 10월 9일
- 개통: 2027년 11월
- 운행차량: 서울 경전철 동북선의 차량

## 연혁
- 2007년 3월 23일: 최초 사업제안서 접수
- 2010년 5월 20일: 제3자 제안공고
- 2010년 10월 7일: 우선협상대상자(가칭 동북뉴타운신교통주식회사, 주간사 경남기업) 지정
- 2015년 12월 30일: 우선협상대상자 해제
- 2016년 1월 4일: 차순위 협상대상자 현대엔지니어링과 협상 개시[2]
- 2017년 7월 23일: 차순위 협상대상자와 최종 협상 마무리
- 2018년 7월 5일: 동북선도시철도와 실시협약 체결
- 2019년 10월 9일: 착공식 개최
- 2020년 8월 1일: 본 착공

## 노선
| 역 번호 | 역명       | 한자 역명  | 접속 노선                                                                                   | 역간 거리 | 누적 거리 | 소재지     | 소재지   |  |
| ------- | ---------- | ---------- | ------------------------------------------------------------------------------------------- | --------- | --------- | ---------- | -------- |  |
|         |            |            |                                                                                             |           |           |            |          |  |
| S301    | 왕십리     | 往十里     | ● 서울 지하철 2호선 ● 수도권 전철 5호선 ● 수도권 전철 경의·중앙선 ● 수도권 전철 수인·분당선 |           |           | 서울특별시 | 성동구   |  |
| S302    |            |            |                                                                                             |           |           | 서울특별시 | 성동구   |  |
| S303    | 제기동     | 祭基洞     | ● 수도권 전철 1호선                                                                         |           |           | 서울특별시 | 동대문구 |  |
| S304    | 고려대     | 高麗大     | ● 서울 지하철 6호선                                                                         |           |           | 서울특별시 | 동대문구 |  |
| S305    |            |            |                                                                                             |           |           | 서울특별시 | 성북구   |  |
| S306    |            |            |                                                                                             |           |           | 서울특별시 | 성북구   |  |
| S307    | 미아사거리 | 彌阿사거리 | ● 수도권 전철 4호선                                                                         |           |           | 서울특별시 | 강북구   |  |
| S308    |            |            |                                                                                             |           |           | 서울특별시 | 강북구   |  |
| S309    |            |            |                                                                                             |           |           | 서울특별시 | 강북구   |  |
| S310    |            |            |                                                                                             |           |           | 서울특별시 | 노원구   |  |
| S311    | 월계       | 月溪       | ● 수도권 전철 1호선                                                                         |           |           | 서울특별시 | 노원구   |  |
| S312    | 하계       | 下溪       | ● 서울 지하철 7호선                                                                         |           |           | 서울특별시 | 노원구   |  |
| S313    |            |            |                                                                                             |           |           | 서울특별시 | 노원구   |  |
| S314    |            |            |                                                                                             |           |           | 서울특별시 | 노원구   |  |
| S315    |            |            |                                                                                             |           |           | 서울특별시 | 노원구   |  |
| S316    | 상계       | 上溪       | ● 수도권 전철 4호선                                                                         |           |           | 서울특별시 | 노원구   |  |

### 비상핸들 작동 시 주의사항
- 터널내에 선로 옆에는 항상 전기가 흐르고 있어 무단으로 임의하차 시 감전 위험이 있다.

## 논란
- 동북선을 중전철로 변경하여 수인분당선과 직결하자는 주장이 지역사회에서 나왔었다.[3] 하지만 2024년 현재 동북선은 경전철로 건설이 진행 중이다.
- 노선이 용두역 인근을 통과함에도 용두역과 환승이 되지 않는다. 서울시에서는 민자 사업자와의 협상시 환승을 검토할 예정이다.

## 같이 보기
- 서울 경전철
- 서울특별시 도시기반시설본부